# Talkboy

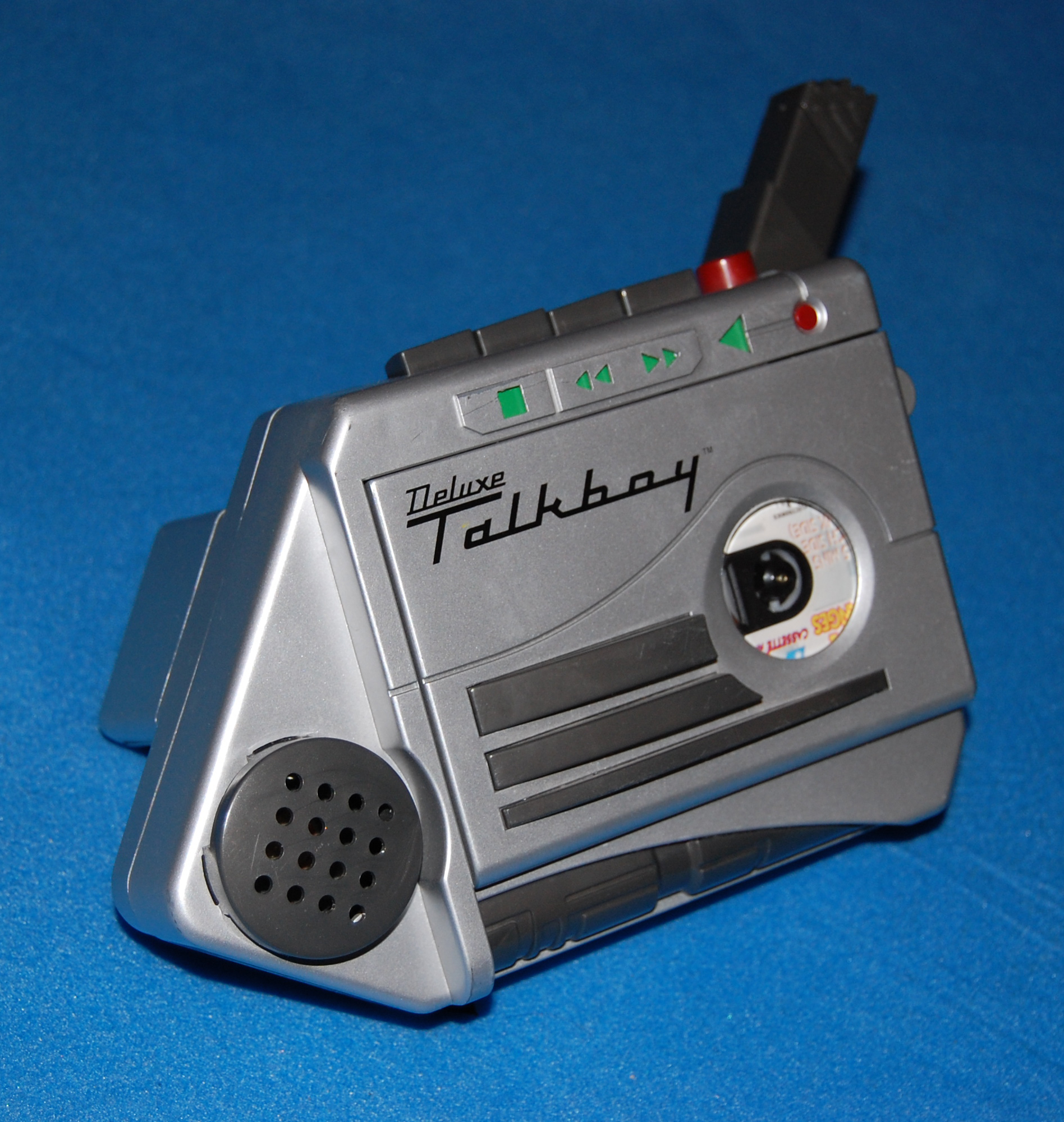
Talkboy

Talkboy – niewielkich rozmiarów, przenośny dyktafon kasetowy produkowany przez firmę Tiger Electronics na początku lat 90. Urządzenie było skierowane głównie dla dzieci i młodzieży.
Pierwotnie Talkboy miał być jedynie rekwizytem wykorzystanym w filmie Kevin sam w Nowym Jorku i nieprzeznaczonym do sprzedaży detalicznej. Jednak w 1993 roku, pod wpływem kampanii pisania masowych listów przez młodych fanów, postanowiono wyprodukować jego rynkową wersję. Sprzedaż urządzenia napędzał głównie sukces filmu oraz jego wydanie na kasetach VHS.

## Charakterystyka
Urządzenie składało się z ręcznej nagrywarki kaset, wysuwanego mikrofonu oraz paska, który ułatwiał transport. Funkcje kontrolne nie różniły się prawie niczym, od tych, które posiadały inne tego typu sprzęty (odtwarzanie, zatrzymanie, szybkie przewijanie w przód i w tył oraz nagrywanie). Wyjątkiem była możliwość odtwarzania nagrania ze zmienną prędkością, co pozwalało użytkownikom manipulować np. głosem. Standardowy Talkboy spowalniał nagranie o 76% i przyspieszał o 130%, jednak różnica w tonacji nie była szczególnie duża.
Na rynku pojawiło się też kilka innych wersji urządzenia:
- Deluxe Talkboy – praktycznie identyczny model co oryginał, z tą różnicą, że wejście jack do słuchawek znajdowało się z przodu. Prawdopodobnie zmieniono je dla wygody, gdyż w pierwszym modelu wejście znajdowało się bliżej pokrętła głośności i mikrofonu, przez co słuchawki czasem przeszkadzały w ich obsłudze. Dodatkowo do tej wersji dołączana była kaseta magnetofonowa, która jedną stronę miała czystą, a na drugiej znajdowały się różne dźwięki z filmu Kevin sam w Nowym Jorku.
- Różowy „Talkgirl” – przeznaczony dla dziewczyn.
- Talkboy FX Plus – zwykły długopis z wbudowaną nagrywarką i sześcioma przyciskami do obsługi dźwięku.
- Talkgirl FX Plus – różowa wersja FX Plusa dla dziewczyn.
- Talkboy Jr. – kieszonkowy model, w którym dźwięk był nagrywany na pamięci wewnętrznej.